# Overclockwise
Overclockwise (рус. «Разгон по часовой стрелке») — 25 эпизод 6 сезона мультсериала «Футурама».

## Сюжет
Кьюберт, недовольный технологической отсталостью Бендера, решает провести разгон его процессора. После апгрейда производительность робота значительно повышается. Узнав об этом, Мамочка подает в суд на Кьюберта и его опекуна. Профессора и Кьюберта арестовывают за нарушение условий пользовательского соглашения.
Лила намеревается выяснить у Фрая, как он представляет себе их совместное будущее, но не получает внятного ответа. Решив, что отношения зашли в тупик, Лила покидает Planet Express.
Бендер обнаруживает у себя дополнительный процессор и самостоятельно разгоняет его. Рост вычислительных способностей позволяет ему составлять точные прогнозы будущего. Поняв, что Мамочка не оставит его в покое, Бендер скрывается в неизвестном направлении.
По делу Профессора и Кьюберта проводится судебное заседание. Симпатии присяжных — на стороне обвинителя. Ситуацию усугубляет отсутствие главного свидетеля — Бендера.
Подавленный разрывом отношений с Лилой и исчезновением друга, Фрай решает покончить с собой, прыгнув в Ниагарский водопад. Попытка оказывается провальной, однако в пещере под водопадом он обнаруживает Бендера. Способности робота возросли настолько, что позволяют ему контролировать материю на микроуровне и использовать Вселенную в качестве процессора. Фрай пытается убедить Бендера помочь друзьям, однако тому уже нет дела до судеб людей.
Слушание по делу Фарнсвортов подходит к концу, присяжные удаляются для вынесения приговора. В этот момент в зале появляется Бендер. Хотя его показания уже не могут повлиять на решение суда, робот говорит, что Кьюберта должны оправдать как несовершеннолетнего. Мамочка, твердо решившая посадить за решетку хотя бы Профессора, снимает обвинения с Фарнсворта-младшего. Бендер немедленно требует оправдать Профессора на основании того, что Кьюберт является его клоном, то есть фактически старший и младший Фарнсворты — один и тот же человек. Дело оказывается выиграно. Бендер попадает в руки Мамочки, которая велит вернуть роботу заводские настройки.
В компанию возвращается Лила. Она не в силах забыть о своей прошлой жизни и просит Бендера рассказать, что ожидает её и Фрая в будущем. К счастью, робот ещё в период своего всемогущества нашел ответы на основные вопросы жизни и Вселенной. Фрай и Лила получают на руки экземпляр рукописи, повествующей об их судьбе.

## Персонажи
Список новых или периодически появляющихся персонажей сериала
- Кьюберт Фарнсворт
- Мамочка
- Уолт, Ларри и Игнар
- Смитти
- Урл
- Гипер-цыплёнок
- Петуния
- Айприл
- Скраффи

## Интересные факты
- Название серии — это видоизменённое слово «overclocking», обозначающее «разгон компьютера».
- К моменту создания серии ещё не был подписан контракт на производство седьмого сезона, поэтому предполагалось, что эпизод станет завершающим для всего сериала[1].
- В эпизоде впервые было озвучено имя Рэнди Манчиника.
- В некоторых сценах на манипуляторах разогнанного Бендера — четыре пальца вместо трёх.
- В Бендере работает процессор AMD Athlon II, явный намёк на его низкую реакцию (в реальности это бюджетный, низкоскоростной процессор), через какое-то время Бендер обнаруживает у себя дополнительный процессор, в Athlon II (серии X2 и X3) иногда можно включить одно или два ядра в зависимости от процессора.